# The Circus (Bath)
 (mai 2018).
Si vous disposez d'ouvrages ou d'articles de référence ou si vous connaissez des sites web de qualité traitant du thème abordé ici, merci de compléter l'article en donnant les références utiles à sa vérifiabilité et en les liant à la section « Notes et références ».
Pour les articles homonymes, voir Circus.

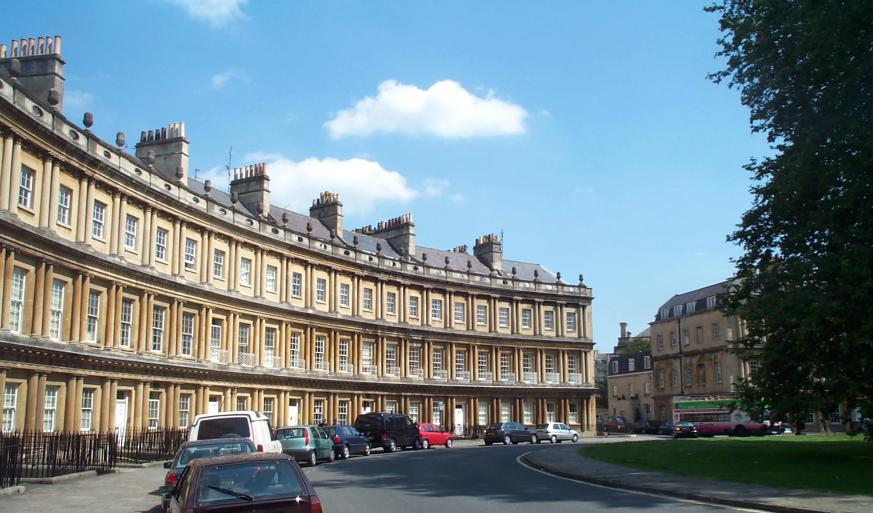
The Circus

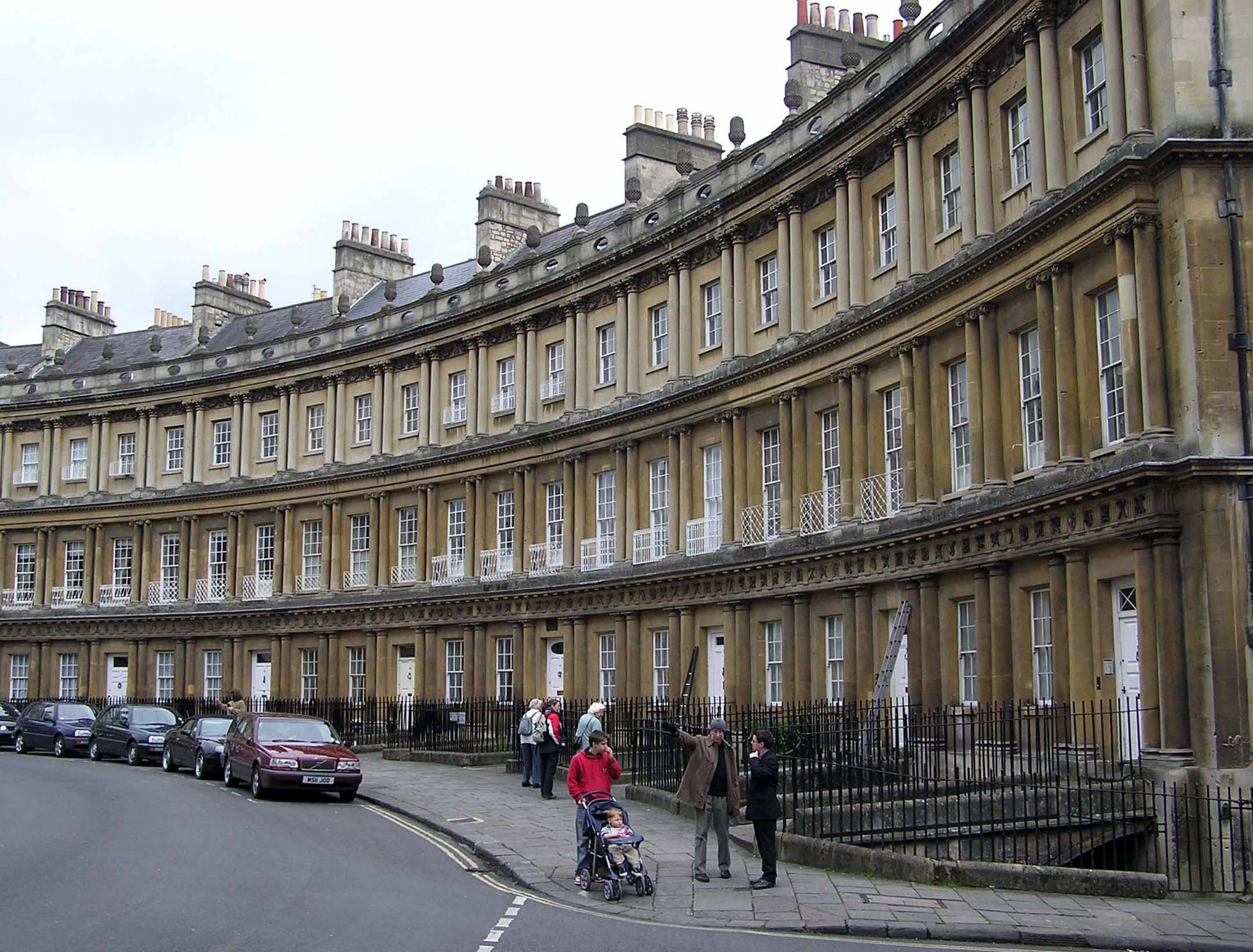
The Circus

The Circus est un ensemble résidentiel à Bath en Angleterre composé de trois segments en arc de cercle, séparé chacun par une voie d'entrée, formant une place ronde. Il a été conçu par l'architecte John Wood le Vieux, et construit entre 1754 et 1768.  Il est considéré comme un des principaux exemples d'architecture georgienne. Son nom vient du latin "Circus", qui désigne un anneau, ovale ou circulaire. L'architecte lui a donné pratiquement les mêmes dimensions que l'ensemble mégalithique de Stonehenge.
L'architecte John Wood le Vieux mourut moins de trois mois après la pose de la première pierre, et son fils, John Wood le Jeune, termina le projet selon les dessins de son père.